# Leah Brown Allen
Pour les articles homonymes, voir Brown et Allen.
Leah Brown Allen (née le 6 novembre 1884 à Providence, Rhode Island et décédée en février 1973) est une astronome américaine et professeur d'astronomie au Hood College (en).

## Biographie
En 1908, elle rejoint l'observatoire Lick en tant qu'assistante. À partir de 1928, elle enseigne l'astronomie au collège Hood.

## Formation
- Ecole Hope Street (en), 1902
- Université Brown, 1904–1906[3]
- Wellesley College, M.A. 1912

## Prix nommés en son honneur
- Prix Leah Allen d'Excellence en mathématique et science décerné par le Hood College
- Prix Leah Allen d'astronomie, décerné par le Hood College

## Adhésions aux organismes
- Union américaine d'astronomie
- AAVSO, membre fondateur

## Publications
- "A study of the peculiar spectrum of the star Eta Centauri"  (Master's thesis, 1912) is held in the Wellesley College Archives.
- The radial velocities of twenty southern variable stars of class Me ; A study of the changes in the spectrum of T Centauri (Lick Observatory bulletin) University of California Press (1925) WorldCat